# Charles Aznavour and The Clayton Hamilton Jazz Orchestra
 (mars 2025).
Albums de Charles Aznavour
Duos
(2008) Radio Suisse Romande présente : Studio recording at Lausanne (1954) & Concert Live at Lausanne
(2009)
Charles Aznavour and The Clayton Hamilton Jazz Orchestra  est le 49e album studio français de Charles Aznavour. Il est sorti le 27 novembre 2009.

## Composition
Pour cet album qui se veut une suite à Jazznavour, Charles Aznavour a réenregistré quelques-uns de ses succès avec de nouvelles orchestrations à saveur Jazz.  Il contient deux nouvelles chansons : Viens fais-moi rêver et Fier de nous.

## Liste des chansons
| No  | Titre                                                   | Auteur | Durée |
| --- | ------------------------------------------------------- | ------ | ----- |
| 1.  | Viens fais-moi rêver                                    |        |       |
| 2.  | Fier de nous (avec Rachelle Ferrell)                    |        |       |
| 3.  | Comme ils disent                                        |        |       |
| 4.  | Des amis des deux côtés                                 |        |       |
| 5.  | À ma fille                                              |        |       |
| 6.  | Le jazz est revenu                                      |        |       |
| 7.  | I've discovered that I love you (avec Rachelle Ferrell) |        |       |
| 8.  | Il faut savoir                                          |        |       |
| 9.  | The Jam                                                 |        |       |
| 10. | Je n'oublierai jamais                                   |        |       |
| 11. | La bohème                                               |        |       |
| 12. | De moins en moins                                       |        |       |
| 13. | Voilà que ça recommence                                 |        |       |
| 14. | The times we've known (avec Dianne Reeves)              |        |       |